# مجموعه اسناد تشکیلات اداری آستان قدس رضوی
مجموعه اسناد تشکیلات اداری آستان قدس رضوی مشتمل بر شصت و نه هزار صفحه و مربوط به سال‌های ۱۰۰۰ ق/ ۱۵۹۱ م تا ۱۱۴۸ ق/ ۱۷۳۵ م است. این اسناد به علت تنوع و گستردگی موقوفات، محدوده جغرافیایی ایران و افغانستان خصوصاً خراسان را دربرمی گیرد و از منظم‌ترین و بزرگ‌ترین مجموعه اسناد باقیمانده از یک تشکیلات اداری در این دوره است. آستان قدس رضوی علاوه بر حرم مطهر، دارالشفا، شربت خانه، خزانه، مدرسه علمیه، کتابخانه و مهمانسرا را دربرمی گرفت. این اسناد از نظر موضوعی حداقل به پنج دسته تقسیم می‌شود: اجتماعی، اداری و مالی، اقتصادی و کشاورزی، نظامی و مذهبی.
مجموعه اسناد دوره صفویه آستان قدس در برگیرنده اطلاعات اداری، اجتماعی، اقتصادی، کشاورزی است که تصویری از مشهد در خراسان بزرگ و حیات اجتماعی دوره صفویه ارائه می دهد. برای شناخت زندگی اجتماعی مردم در عصر صفویه، مطالعه این اسناد ضروری و حیاتی است.
این مجموعه سال ۲۰۰۹ از سوی ایران در حافظه جهانی یونسکو به ثبت جهانی رسید.